# Градимир Алексић
Градимир Алексић (Београд, 7. децембар 1922 — Београд, 20. јуни 2002.) је српски вајар.

## Биографија
Рођен је 1922. године у Београду. Дипломирао је 1948. вајарство на Факултету ликовних уметности Универзитета уметности у Београду у класи Сретена Стојановића и Лојза Долинара. Био је један од протагониста уметничке групе „Једанаесторица" и члан УЛУС-а од 1947.
Самостално је излагао у Београду (1952, 1967, 1968, 1985) и Земуну (1962). Излагао је на групним изложбама Удружења ликовних уметника Србије у слободном простору од 1947, изложбама „Послератна вајарска генерација Србије 1945—1955” 1955. и „НОБ у делима ликовних уметника Југославије” 1966, 1971. и 1976. у галерији Дома војске у Београду, изложби графике и скулптуре учесника уметничких колонија и вајарских симпозијума Југославије „Девети ликовни сусрети” у Суботици 1970, Октобарском салону 1973. и трећој изложби југословенског портрета у галерији југословенског портрета и изложбеном павиљону Тузла 1975. године. Добитник је награде предузећа „Атекс” на изложби УЛУС-а 1962. Аутор је скулптуре „Играчица” у Будви, Споменика палим борцима у Чачку и споменика Скерлићу на Калемегдану. Аутор је споменика Олги Петров у Падинској Скели.
Његова дела се налазе у Музеју револуције у Београду, Народном музеју Крагујевца и Музеју у Бару.
Претежно је радио портрете и фигуре. Фигуре, најчешће дате у покрету, третиране су реалистички. Иако изведени у духу поетског реализма, портрети одражавају унутрашњи живот модела будући да је благом моделацијом постигнута експресивност карактера приказане личности. Осим вајарством, бавио се сликарством, цртежом и поезијом.